# Firefighter
A Firefighter (magyarul: Tűzoltó) a grúz Nutsa Buzaladze dala, mellyel Grúziát képviselte a 2024-es Eurovíziós Dalfesztiválon Malmőben. A dal belső kiválasztás során nyerte el a dalversenyen való indulás jogát.

## Eurovíziós Dalfesztivál
2024. január 12-én a Grúz Közszolgálati Televízió bejelentette, hogy az énekesnő képviseli az országot az Eurovíziós Dalfesztiválon. A dalt a videoklippel együtt 2024. március 11-én mutatták be.
A dalt először a május 9-én rendezendő második elődöntőben fellépési sorrendben tizenegyedikként adták elő, a San Marinót képviselő Megara 11:11 című dala után és a Belgiumot képviselő Mustii Before the Party’s Over című dala előtt. Az elődöntőből nyolcadik helyezettként továbbjutott a május 11-i döntőbe, ahol fellépési sorrendben huszonnegyedikként lépett fel, a Horvátországot képviselő Baby Lasagna Rim Tim Tagi Dim című dala után és a Franciaországot képviselő Slimane Mon amour című dala előtt. A zsűri szavazáson a huszonegyedik helyen végzett 15 ponttal, míg a nézői szavazáson a tizennyolcadik helyen végzett 19 ponttal, így összesítésben 34 ponttal a verseny huszonegyedik helyezettje lett.
A következő grúz induló Mariam Shengelia Freedom című dala volt a 2025-ös Eurovíziós Dalfesztiválon.

## Galéria

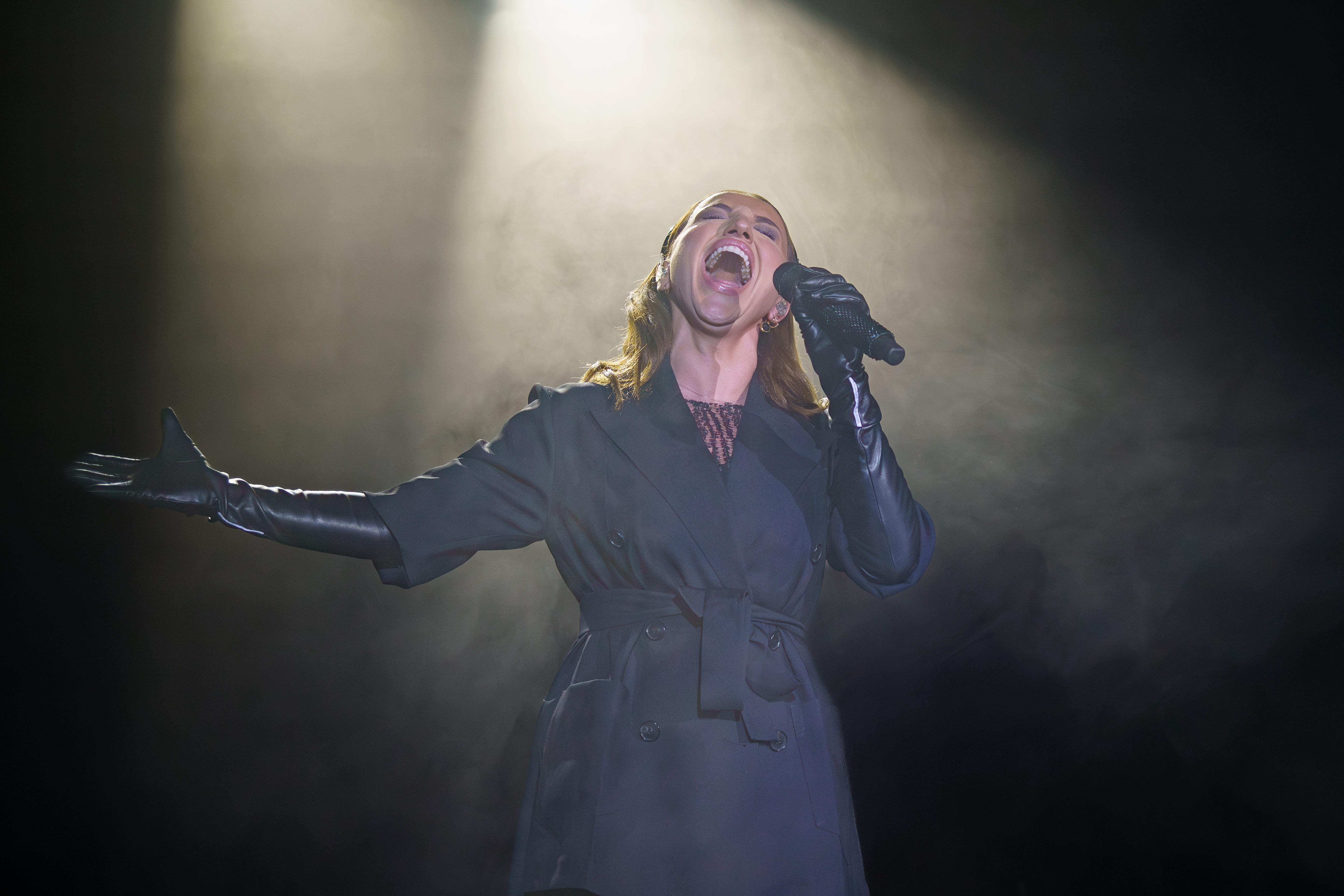
A madridi Eurovíziós partin
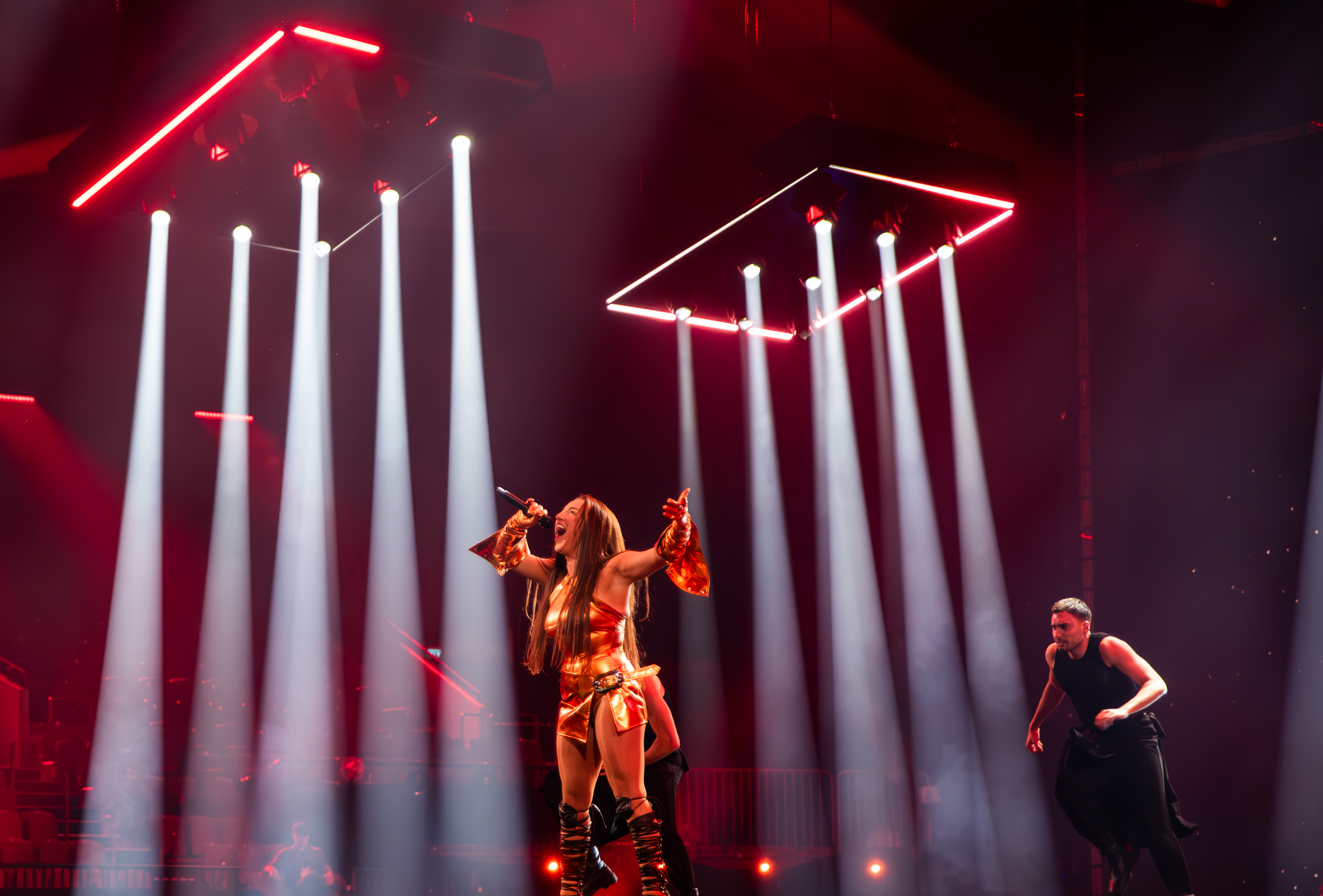
A döntőben